# 2. Biathlon-Weltcup 2019/20 (Hochfilzen)
Der 2. Biathlon-Weltcup der Saison 2019/20 fand im österreichischen Hochfilzen statt. Die Gemeinde war bereits dreimal Gastgeber der Biathlon-Weltmeisterschaften, zuletzt fanden die Weltmeisterschaften 2017 im Langlauf- und Biathlonzentrum Hochfilzen statt. Dieses Jahr wurden die Wettkämpfe zwischen dem 13. und 15. Dezember 2019 ausgetragen.

## Wettkampfprogramm
| Datum        | Frauen    | Frauen             | Männer    | Männer               |
| ------------ | --------- | ------------------ | --------- | -------------------- |
| Fr, 13.12.19 | 11:30 Uhr | Sprint (7,5 km)    | 14:20 Uhr | Sprint (10 km)       |
| Sa, 14.12.19 | 11:30 Uhr | Staffel (4 × 6 km) | 14:55 Uhr | Verfolgung (12,5 km) |
| So, 15.12.19 | 12:00 Uhr | Verfolgung (10 km) | 14:15 Uhr | Staffel (4 × 7,5 km) |

## Teilnehmende Nationen
| Europa (25 Länder) | Europa (25 Länder) |
| --- | --- |
| - Belgien - Bulgarien - Deutschland - Estland - Finnland - Frankreich - Griechenland - Italien - Kroatien - Lettland - Litauen - Moldau - Norwegen | - Österreich - Polen - Rumänien - Russland - Schweden - Schweiz - Serbien - Slowakei - Slowenien - Tschechien - Ukraine - Belarus |
| Amerika (2 Länder) | |
| - Kanada | - Vereinigte Staaten |
| Asien (4 Länder) | |
| - Japan - Kasachstan | - Volksrepublik China - Südkorea                                                                                                  |
| Ozeanien (1 Land) | |
| - Australien | |

## Ausgangslage
Als führende des Gesamtweltcups kamen Dorothea Wierer bei den Damen und Martin Fourcade bei den Herren nach Österreich. Die deutsche Mannschaft, die sich in Östersund keinen Podestplatz sichern konnte, wollte dies in Hochfilzen unbedingt erreichen. Besonders die Herrenstaffel, die die Wettbewerbe in Schweden als schwacher 8. beendete, wollte einige Platzierungen gutmachen. Einen Wechsel der Athleten im deutschen Teams gab es nicht. Auch Österreicher, Schweizer und Italiener gingen mit den gleichen Athleten aus Östersund in das Rennwochenende in Hochfilzen.

## Ergebnisse
| 2. Weltcup in Hochfilzen, 13. Dezember bis 15. Dezember 2019 | 2. Weltcup in Hochfilzen, 13. Dezember bis 15. Dezember 2019 | 2. Weltcup in Hochfilzen, 13. Dezember bis 15. Dezember 2019                                      | 2. Weltcup in Hochfilzen, 13. Dezember bis 15. Dezember 2019                         | 2. Weltcup in Hochfilzen, 13. Dezember bis 15. Dezember 2019                        |
| ------------------------------------------------------------ | ------------------------------------------------------------ | ------------------------------------------------------------------------------------------------- | ------------------------------------------------------------------------------------ | ----------------------------------------------------------------------------------- |
| Datum                                                        | Disziplin                                                    | Erster Platz                                                                                      | Zweiter Platz                                                                        | Dritter Platz                                                                       |
| 13. Dezember 2019 (Fr.)                                      | Sprint (7,5 km)                                              | Dorothea Wierer                                                                                   | Ingrid Landmark Tandrevold                                                           | Swetlana Mironowa                                                                   |
| 13. Dezember 2019 (Fr.)                                      | Sprint (10 km)                                               | Johannes Thingnes Bø                                                                              | Simon Desthieux                                                                      | Alexander Loginow                                                                   |
| 14. Dezember 2019 (Sa.)                                      | Staffel (4 × 6 km)                                           | NorwegenKaroline Offigstad Knotten Ingrid Landmark Tandrevold Tiril Eckhoff Marte Olsbu Røiseland | RusslandKristina Reszowa Larissa Kuklina Swetlana Mironowa Jekaterina Jurlowa-Percht | SchweizElisa Gasparin Selina Gasparin Aita Gasparin Lena Häcki                      |
| 14. Dezember 2019 (Sa.)                                      | Verfolgung (12,5 km)                                         | Johannes Thingnes Bø                                                                              | Alexander Loginow                                                                    | Émilien Jacquelin                                                                   |
| 15. Dezember 2019 (S0.)                                      | Verfolgung (10 km)                                           | Tiril Eckhoff                                                                                     | Hanna Öberg                                                                          | Ingrid Landmark Tandrevold                                                          |
| 15. Dezember 2019 (So.)                                      | Staffel (4 × 7,5 km)                                         | NorwegenJohannes Dale Erlend Bjøntegaard Tarjei Bø Johannes Thingnes Bø                           | DeutschlandPhilipp Horn Johannes Kühn Arnd Peiffer Benedikt Doll                     | FrankreichAntonin Guigonnat Émilien Jacquelin Florent Claude Quentin Fillon Maillet |

## Verlauf

### Sprint

#### Männer
Start: Freitag, 13. Dezember 2019, 14:20 Uhr
| Platz | Sportler             | Zeit    | Schießfehler |
| ----- | -------------------- | ------- | ------------ |
| 1     | Johannes Thingnes Bø | 25:07,8 | 0+1          |
| 2     | Simon Desthieux      | +7,8    | 0+1          |
| 3     | Alexander Loginow    | +14,6   | 0+0          |
| 4     | Matwei Jelissejew    | +20,6   | 0+0          |
| 5     | Lukas Hofer          | +20,8   | 0+1          |
| 6     | Tarjei Bø            | +23,4   | 0+2          |
| 7     | Dominik Windisch     | +31,7   | 1+0          |
| 8     | Felix Leitner        | +35,1   | 0+0          |
| 9     | Dmytro Pidrutschnyj  | +37,6   | 1+0          |
| 10    | Martin Fourcade      | +38,8   | 0+2          |

Gemeldet: 111 Athleten, nicht am Start: 2
Für Johannes Thingnes Bø war es der insgesamt 17. Weltcupsieg. Bester deutscher Athlet war Benedikt Doll, der auf Rang 11 nach zwei Schießfehlern, rund 40 Sekunden auf Bø Rückstand hatte. Das beste Ergebnis eines Schweizers erzielte Serafin Wiestner der 36. wurde.

#### Frauen
Start: Freitag, 13. Dezember 2019, 11:30 Uhr
| Platz | Sportler                   | Zeit    | Schießfehler |
| ----- | -------------------------- | ------- | ------------ |
| 1     | Dorothea Wierer            | 21:26,5 | 1+0          |
| 2     | Ingrid Landmark Tandrevold | +5,9    | 0+0          |
| 3     | Swetlana Mironowa          | +18,3   | 0+1          |
| 4     | Paulína Fialková           | +22,1   | 0+0          |
| 5     | Hanna Öberg                | +24,3   | 0+1          |
| 6     | Lucie Charvátová           | +29,3   | 1+0          |
| 7     | Marte Olsbu Røiseland      | +32,4   | 1+1          |
| 8     | Tiril Eckhoff              | +33,7   | 1+1          |
| 9     | Walentyna Semerenko        | +34,7   | 0+0          |
| 10    | Anaïs Bescond              | +38,2   | 0+0          |

Gemeldet und am Start: 105 Athletinnen, nicht beendet: 1
Während Dorothea Wierer bereits den zweiten Sprint der Saison gewannen, verlief das Rennen für die deutschen Damen überaus enttäuschend. Das beste Ergebnis konnte Denise Herrmann als 41. erreichen, womit alle Damen den Sprint jenseits der Punkteränge beendeten. Er stellte damit den schwächsten Wettkampf einer deutschen Damenmannschaft überhaupt dar. Herrmann kritisierte das Ergebnis als „ziemliche Katastrophe“. Auch weitere Verantwortliche und Trainer äußerten Kritik an der Leistung der Athletinnen.
Bei den österreichischen Gastgebern wurde Lisa Hauser als 11. Beste ihres Landes. Bei den Schweizern war dies Lena Häcki, die als 20., nach drei Schießfehlern, mit gut einer Minute Rückstand ins Ziel kam.

### Verfolgung

#### Männer
Start: Samstag, 14. Dezember 2019, 14:55 Uhr
| Platz | Sportler               | Zeit    | Schießfehler |
| ----- | ---------------------- | ------- | ------------ |
| 1     | Johannes Thingnes Bø   | 31:27,0 | 0+0+0+0      |
| 2     | Alexander Loginow      | +33,5   | 0+0+0+0      |
| 3     | Émilien Jacquelin      | +40,5   | 0+0+0+0      |
| 4     | Jakov Fak              | +41,6   | 0+0+0+0      |
| 5     | Simon Desthieux        | +41,6   | 1+0+0+0      |
| 6     | Tarjei Bø              | +1:06,3 | 0+0+1+1      |
| 7     | Lukas Hofer            | +1:16,9 | 0+0+0+2      |
| 8     | Florent Claude         | +1:19,9 | 0+0+2+0      |
| 9     | Quentin Fillon Maillet | +1:20,2 | 0+0+1+1      |
| 10    | Martin Fourcade        | +1:20,9 | 0+1+1+0      |

Gemeldet: 60 Athleten, nicht am Start: 2, nicht beendet: 3, disqualifiziert: 1
Mit großen Vorsprung konnte Johannes Thingnes Bø nach dem Sieg im Sprint auch in der Verfolgung gewinnen. Wie auch schon in Östersund eine Woche zuvor, präsentierte sich das französische Team mannschaftlich geschlossen stark, mit fünf Athleten unter den Top 10. Die deutsche Mannschaft kam mit Johannes Kühn, Arnd Peiffer und Benedikt Doll als 12., 13. und 14. ins Ziel. Bei den Österreichern blieb der 22-jährige Felix Leitner, wie auch schon im Sprint der Beste, allerdings verlor er 12 Plätze und beendete das Rennen als 20. Bei der Schweiz verbesserte sich Serafin Wiestner von Platz 36 um sechs Plätze und wurde 30.

#### Frauen
Start: Sonntag, 15. Dezember 2019, 12:00 Uhr
| Platz | Sportler                   | Zeit    | Schießfehler |
| ----- | -------------------------- | ------- | ------------ |
| 1     | Tiril Eckhoff              | 29:14,6 | 0+0+0+0      |
| 2     | Hanna Öberg                | +25,8   | 0+1+1+0      |
| 3     | Ingrid Landmark Tandrevold | +39,7   | 0+0+1+0      |
| 4     | Justine Braisaz            | +47,9   | 0+0+1+1      |
| 5     | Paulína Fialková           | +1:02,9 | 0+1+0+1      |
| 6     | Anaïs Bescond              | +1:07,8 | 0+0+1+0      |
| 7     | Kaisa Mäkäräinen           | +1:14,0 | 1+0+1+0      |
| 8     | Eva Kristejn Puskarčíková  | +1:16,0 | 0+1+0+0      |
| 9     | Dorothea Wierer            | +1:20,9 | 2+1+1+1      |
| 10    | Célia Aymonier             | +1:21,7 | 0+1+0+0      |

Gemeldet: 60 Athletinnen, nicht am Start: 2, nicht beendet: 1
Wie ihr Teamkollege Bø bei den Männern konnte auch Tiril Eckhoff bei den Frauen das Verfolgungsrennen gewinnen. Nach fehlerfreiem Schießen gewann sie vor Hanna Öberg und Ingrid Landmark Tandrevold. Nach dem enttäuschenden Sprintrennen wollten die deutschen Frauen wieder ein besseres Ergebnis zeigen. Vanessa Hinz gelang dies und machte mit nur einer Strafrunde gleich 30 Plätze gut (von 42 auf 12), womit sie beste Deutsche wurde.
Trotz fünf Fehlern bei den letzten beiden Schießeinheiten wurde Katharina Innerhofer als 34. beste Österreicherin (10 Plätze im Vergleich zum Sprint verloren). Lisa Hauser, noch 11. des Sprints musste sich, ebenfalls nach fünf Schießfehlern, mit Rang 39 begnügen. Als 27. wurde Selina Gasparin mit über zwei Minuten Rückstand beste Schweizerin.

### Staffel

#### Männer
Start: Sonntag, 15. Dezember 2019, 14:15 Uhr
| Platz | Land        | Sportler                                                                  | Zeit      | Strafrunden + Nachlader         |
| ----- | ----------- | ------------------------------------------------------------------------- | --------- | ------------------------------- |
| 1     | Norwegen    | Johannes Dale Erlend Bjøntegaard Tarjei Bø Johannes Thingnes Bø           | 1:14:44,2 | 0+0 0+0 1+3 0+2 0+0 0+0 0+0 0+2 |
| 2     | Deutschland | Philipp Horn Johannes Kühn Arnd Peiffer Benedikt Doll                     | +2,0      | 0+2 0+2 0+0 0+0 0+0 0+2         |
| 3     | Frankreich  | Antonin Guigonnat Émilien Jacquelin Florent Claude Quentin Fillon Maillet | +51,9     | 0+2 0+0 0+0 0+2 0+0 1+3 0+1 0+0 |
| 4     | Kanada      | Jules Burnotte Scott Gow Aidan Millar Cristian Gow                        | +1:28,7   | 0+3 0+0 0+0 0+0 0+1 0+1 0+1 0+0 |
| 5     | Tschechien  | Michal Šlesingr Michal Krčmář Adam Václavík Jakub Štvrtecký               | +1:52,2   | 0+0 0+2 0+0 0+0 0+1 0+2 0+1 0+3 |

Gemeldet und am Start: 27 Nationen, überrundet: 4
Wie schon in der Vorwoche in Hochfilzen konnte erneut die norwegische Staffel gewinnen. In gleicher Besetzung errang sie erneut Platz 1, trotz einer Strafrunde des zweiten Läufers Bjøntegaard. Das deutsche Quartett konnte sich vor allem durch präzises Schießen in eine gute Ausgangslage bringen und musste sich erst auf der Schlussrunde den Norwegern geschlagen geben. Frankreich, das ohne ihre beiden Besten Martin Fourcade und Simon Desthieux antrat, wurde 3. Erstmals seit ihrer Bronzemedaille bei den Weltmeisterschaften 2016 schaffte es wieder eine kanadische Männerstaffel unter die besten fünf. Die Italiener wurden 8., die Österreicher 11. und die Schweiz beendete das Rennen als 14.

#### Frauen
Start: Samstag, 15. Dezember 2019, 11:30 Uhr
| Platz | Land     | Sportler                                                                                  | Zeit      | Strafrunden + Nachlader         |
| ----- | -------- | ----------------------------------------------------------------------------------------- | --------- | ------------------------------- |
| 1     | Norwegen | Karoline Offigstad Knotten Ingrid Landmark Tandrevold Tiril Eckhoff Marte Olsbu Røiseland | 1:10:04,7 | 0+0 0+1 0+0 1+3 0+1 0+1 0+0 0+1 |
| 2     | Russland | Kristina Reszowa Larissa Kuklina Swetlana Mironowa Jekaterina Jurlowa-Percht              | +8,2      | 0+0 0+0 0+0 0+1 0+0 0+3 0+0 0+1 |
| 3     | Schweiz  | Elisa Gasparin Selina Gasparin Aita Gasparin Lena Häcki                                   | +1:04,1   | 0+1 0+1 0+3 0+1 0+0 0+0 0+0 1+3 |
| 4     | Ukraine  | Wita Semerenko Walentyna Semerenko Julija Dschyma Olena Pidhruschna                       | +1:09,2   | 0+0 0+2 0+3 0+1 0+0 0+1         |
| 5     | Kanada   | Sarah Beaudry Megan Bankes Nadia Moser Emma Lunder                                        | +1:09,3   | 0+1 0+0 0+2 0+1 0+0 0+0 0+1 0+2 |

Gemeldet und am Start: 21 Nationen, überrundet: 2

Beim erneuten Sieg der Norwegerinnen, die in der gleichen Besetzung wie in Östersund antraten, wurden die russischen Damen Zweiter. Die Schweiz, in der Vorwoche noch auf dem zweiten Rang, wurde landete auf Platz drei. Wie auch bei den Herren erzielte Kanada ein hervorragendes Ergebnis. Zuletzt hatte man 2013 in Annecy eine Top-fünf-Platzierung erreichen können. Die deutschen Damen enttäuschten ein weiteres Mal und beendeten das Rennen als 12. Das Resultat stellt damit das schwächste Ergebnis einer deutschen Damenstaffel überhaupt dar. Erst zum zweiten Mal, nach den Olympischen Winterspielen 2014, landete eine Mannschaft außerhalb der Top 10. Noch schlimmer erwischte es die Österreicherinnen, die, ebenso wie Deutschland drei Strafrunden laufen mussten, 4:33 Minuten Rückstand auf Norwegen hatten und 14. wurde. Etwas besser machten es die Italienerinnen, die als 11. ins Ziel kamen.

## Auswirkungen

### Auf den Gesamtweltcup
Dorothea Wierer konnte ihre Führung im Gesamtweltcup ausbauen. Sie lag bereits 27 Punkte vor Ingrid Landmark Tandrevold aus Norwegen und 33 Punkte vor der Schwedin Hanna Öberg. Die beste Deutsche Franziska Preuß war 18. Im Nationencup bei den Damen blieb Norwegen vorne, da sie vor allem durch den Erfolg in der Staffel, aber auch den Gewinn der Verfolgung durch Tiril Eckhoff, zahlreiche Punkte holen konnten.
Im Gesamtweltcup bei den Männern hingegen wechselte die Führung. Der Sieger des letzten Jahres Johannes Thingnes Bø löste Martin Fourcade ab, der nur noch Rang 5 belegte. Bø hat durch seine beiden Einzelsiege in Hochfilzen bereits einen Vorsprung von 34. Punkten auf Alexander Loginow.
| Rang | Name                   | Punkte | Siege | Verän- derung |
| ---- | ---------------------- | ------ | ----- | ------------- |
| 1    | Johannes Thingnes Bø   | 211    | 3     |               |
| 2    | Alexander Loginow      | 177    |       |               |
| 3    | Simon Desthieux        | 175    |       |               |
| 4    | Tarjei Bø              | 168    |       |               |
| 5    | Martin Fourcade        | 162    | 1     |               |
| 6    | Matwei Jelissejew      | 155    |       |               |
| 7    | Émilien Jacquelin      | 144    |       |               |
| 8    | Quentin Fillon Maillet | 136    |       |               |
| 9    | Lukas Hofer            | 124    |       |               |
| 10   | Erlend Bjøntegaard     | 112    |       |               |

| Rang | Name                       | Punkte | Siege | Verän- derung |
| ---- | -------------------------- | ------ | ----- | ------------- |
| 1    | Dorothea Wierer            | 188    | 2     |               |
| 2    | Ingrid Landmark Tandrevold | 161    |       |               |
| 3    | Hanna Öberg                | 155    |       |               |
| 4    | Marte Olsbu Røiseland      | 136    |       |               |
| 5    | Julia Simon                | 123    |       |               |
| 6    | Justine Braisaz            | 119    | 1     |               |
| 7    | Tiril Eckhoff              | 107    | 1     |               |
| 8    | Linn Persson               | 105    |       |               |
| 9    | Lena Häcki                 | 105    |       |               |
| 10   | Swetlana Mironowa          | 104    |       |               |

### Im deutschen Team
Als Reaktion auf das schwache Abschneiden der deutschen Damen wurden Veränderungen des Weltcupteams für den kommenden Weltcup in Annecy-Le Grand-Bornand vorgenommen. Marion Deigentesch, Maren Hammerschmidt und Janina Hettich wurden aus dem IBU-Cup-Team in den Weltcup geholt und ersetzten Anna Weidel, Karolin Horchler (beide zunächst im IBU-Cup) und Franziska Hildebrand, die aufgrund einer fehlenden Laufform den folgenden Weltcup ausließ.

## Debütanten
Folgende Athleten nahmen zum ersten Mal an einem Biathlon-Weltcup teil. Dabei kann es sich sowohl um Individualrennen, aber auch um Staffelrennen handeln.
| Männer                    | Frauen      |
| ------------------------- | ----------- |
| Aleksander Fjeld Andersen | Tais Vozelj |
| Pjotr Dielen              |             |
| Robert Heldna             |             |
| Patrick Jakob             |             |